# Воронін Олександр Семенович
Олександр Семенович Воронін (нар. 1899, село Бебяєво Арзамаського повіту Нижньогородської губернії, тепер Нижньогородської області, Російська Федерація — 1973, місто Тула, Російська Федерація) — радянський діяч, 2-й секретар Удмуртського обласного комітету ВКП(б). Депутат Верховної Ради СРСР 1-го скликання (1937—1946).

## Біографія
Народився в родині робітника скотобійні. У 1914 році закінчив двокласне училище в селищі Ташино Ардатовського повіту Нижньогородської губернії.
У червні 1914 — травні 1918 року — токар Ташинського чавуноплавильного заводу Нижньогородської губернії.
Член РКП(б) з лютого 1918 року.
З травня по жовтень 1918 року — голова заводського комітету Ташинського чавуноплавильного заводу. У 1918 році вступив до комсомолу.
У жовтні 1918 — червні 1919 року — заступник голови Ташинського волосного виконавчого комітету Нижньогородської губернії.
З червня 1919 по жовтень 1920 року — помічник військового комісара 85-го окремого батальйону 17-ї стрілецької дивізії РСЧА.
У жовтні 1920 — січні 1921 року — голова Ташинського волосного виконавчого комітету Нижньогородської губернії.
У січні — грудні 1921 року — заступник голови Ардатовського повітового виконавчого комітету Нижньогородської губернії.
У грудні 1921 — січні 1923 року — відповідальний секретар Первомайського районного комітету РКП(б) Ардатовського повіту Нижньогородської губернії.
У січні — травні 1923 року — токар Первомайського чавуноплавильного заводу Нижньогородської губернії. З травня 1923 по липень 1924 року — токар Сормовського заводу Нижньогородської губернії.
У липні — грудні 1924 року — курсант Нижньогородських губернських курсів партійного активу.
З грудня 1924 по липень 1926 року — відповідальний секретар Хвощевського волосного виконавчого комітету Павловського повіту Нижньогородської губернії. З липня 1926 по вересень 1927 року — відповідальний секретар Ворсменського волосного виконавчого комітету Павловського повіту Нижньогородської губернії.
З вересня 1927 по травень 1928 року — голова Павловського повітового бюро профспілок, у травні 1928 — червні 1929 року — голова Павло-Вачського районного комітету Спілки металістів Нижньогородської губернії.
У 1929 році закінчив заочно перший курс Комуністичного університету імені Свердлова в Москві.
З червня 1929 по вересень 1930 року — завідувач організаційного відділу і заступник секретаря Арзамаського окружного комітету ВКП(б).
У вересні 1930 — грудні 1931 року — відповідальний секретар Арзамаського районного комітету ВКП(б) Нижньогородського краю.
У грудні 1931 — березні 1933 року — завідувач організаційного відділу, з березня 1933 по квітень 1937 року — завідувач промислово-транспортного відділу Удмуртського обласного комітету ВКП(б).
У квітні — вересні 1937 року — відповідальний секретар партійного комітету Іжевського металургійного заводу (Іжстальзаводу).
26 вересня 1937 — червень 1938 року — 2-й секретар Удмуртського обласного комітету ВКП(б). Рішенням бюро Удмуртського обкому ВКП(б) 6—10 червня 1938 року «за обман і приховання від партії факту виключення з партії в 1923 році» знятий з роботи і виведений із складу членів бюро обкому «з «оголошенням суворої догани із занесенням в особову справу».
З червня 1938 по листопад 1941 року — керуючий тресту «Удмуртбуд» у місті Іжевську. З грудня 1941 по вересень 1943 року — голова Удмуртської промспілки. У вересні 1943 — січні 1944 року — заступник уповноваженого Роскооппрому в місті Іжевську. З січня 1944 по червень 1945 року — уповноважений управління промкооперації в Іжевську.
У червні 1945 — липні 1949 року — заступник уповноваженого управління промкооперації в місті Тулі. З липня 1949 по березень 1953 року — начальник Тульського обласного управління легкої промисловості.
З березня 1953 по листопад 1959 року — голова правління Тульської обласної промислової ради.
З листопада 1959 року — на пенсії. Партійні документ и погашені Центральним районним комітетом КПРС міста Тули в серпні 1973 року як на померлого.

## Нагороди
- ордени
- медалі